# Mogi Mirim
Mogi Mirim è un comune brasiliano dello stato di San Paolo. Mogi Mirim dista circa 65 km da Campinas, la città più grande della regione, e 129 km dalla capitale San Paolo.

## Origini del nome
Mogi Mirim è un nome che deriva dalla lingua tupi, una lingua indigena brasiliana. Fondamentalmente il nome significa "piccolo fiume di serpenti", in modo più semplice si potrebbe riassumere così: Mog = serpente, i = fiume, Mirim = piccolo.

## Economia
L'economia locale ha un alto contributo dalle attività agricole e industriali.
I principali prodotti agricoli prodotti sono pomodori, manioca, canna da zucchero e arance.
La principale catena industriale è la produzione di ricambi auto, ma ci sono anche bevande, scarpe e industrie di piccole dimensioni. Alcune grandi aziende hanno sede in città come Mars (Petcare), Alpargatas e Monroe.

## Sport
La squadra di calcio della città è il Mogi Mirim Esporte Clube.
Un giocatore famoso che ha giocato per questa squadra negli anni 1990 è Rivaldo, che con la nazionale brasiliana ha vinto i Mondiali del 2002.

## Religione
Il Cristianesimo è presente nel comune come segue:

### Cattolicesimo
La chiesa cattolica nel comune fa parte della Diocesi di Amparo.

### Protestantesimo
In città sono presenti le credenze evangeliche più diverse, principalmente pentecostali, compresa la Chiesa Assemblee di Dio brasiliana (la più grande chiesa evangelica del paese), Chiesa Congregazione cristiana nel Brasile, tra gli altri. Queste denominazioni crescono sempre di più in tutto il Brasile.